# Maarten Maartens
Maarten Maartens, schrijversnaam van Jozua Marius Willem van der Poorten Schwartz (Amsterdam, 15 augustus 1858 - Zeist, 3 augustus 1915), was een Nederlandse schrijver die meestal in het Engels schreef. Aan het eind van de negentiende en in het begin van de twintigste eeuw had hij in het buitenland redelijk veel succes, met name in het Verenigd Koninkrijk.

## Levensloop

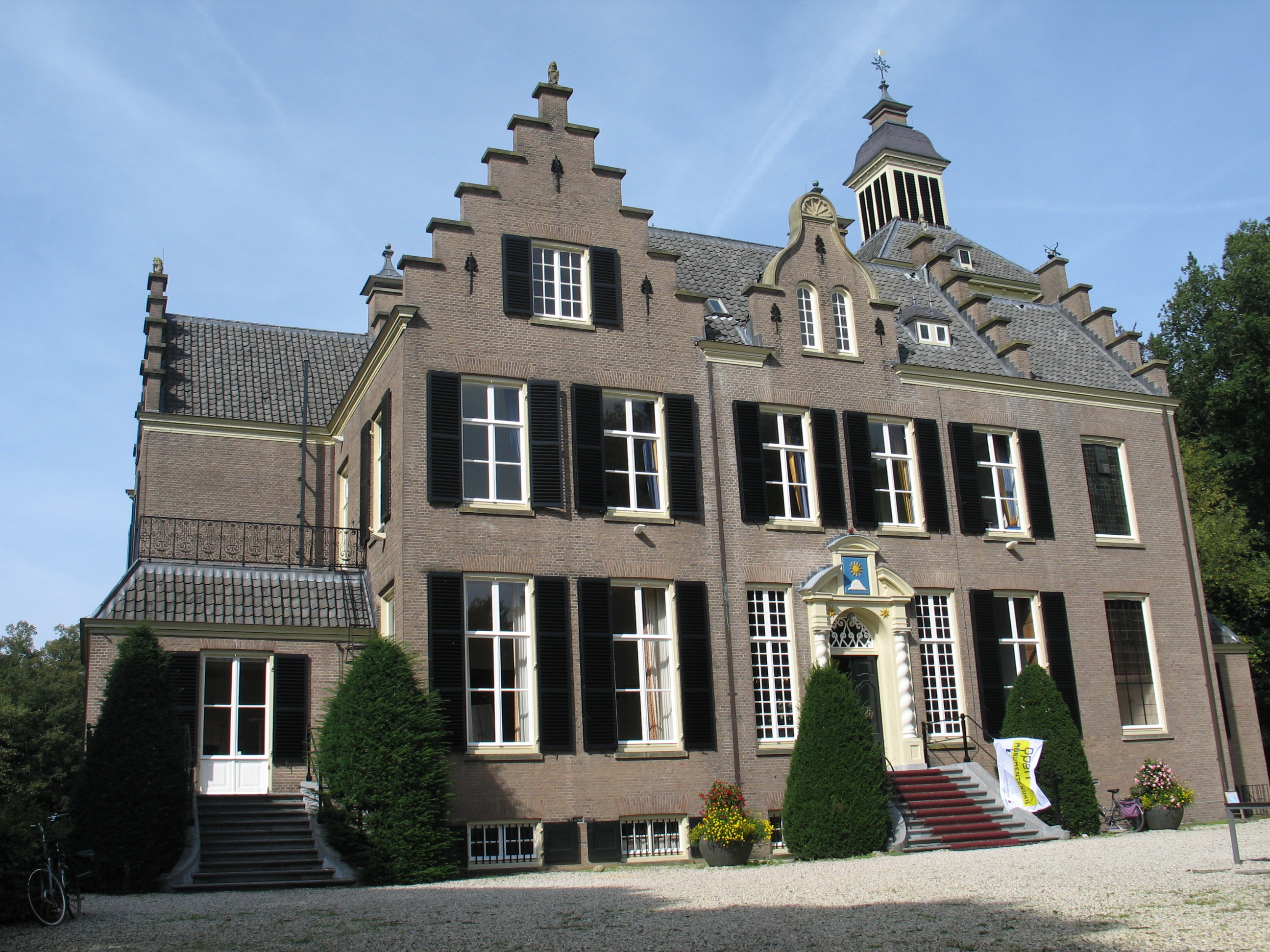
Het Maarten Maartenshuis.

De auteur werd op 15 augustus 1858 geboren in Amsterdam als Jozua Marius Willem Schwartz, telg uit het geslacht Schwartz en was zoon van Carl August Ferdinand Schwartz (1817-1870) en Cornelia van Vollenhoven (1822-1902). Door intimi werd hij Joost genoemd. Zijn vader was predikant bij de Schotse Zendingskerk. Hij was oorspronkelijk joods, maar had zich tot het christendom bekeerd. Zijn taak als dominee was andere joden tot dezelfde stap te bewegen.
In 1864 verhuisde het gezin Schwartz naar Londen, waar vader Schwartz zendingswerk ging bedrijven onder de Londense joden. Aan het verblijf in Engeland had Jozua Schwartz zijn vaardigheid in de Engelse taal te danken. Na het overlijden van vader Schwartz in 1870 ging de familie eerst terug naar Amsterdam en later door naar Bonn in Duitsland. In 1877 rondde Jozua Schwartz daar zijn gymnasiumopleiding af.
Hij studeerde rechtswetenschappen in Utrecht, waar hij in 1882 tot doctor promoveerde op het proefschrift De invloed van den leeftijd in het burgerlijke recht. Kort na zijn promotie nam hij de colleges over van zijn promotor, de ernstig zieke hoogleraar Jacobus Anthonie Fruin. Toen deze in 1884 overleed, solliciteerde Schwartz naar diens functie, maar hij werd gepasseerd. De functie ging naar Willem Molengraaff.
Schwartz trouwde in 1883 in Utrecht met zijn volle nicht Anna van Vollenhoven (1862-1924), dochter van Willem Cornelis van Vollenhoven (1808-1874), 1e luit. genie O.-I.L., later bierbrouwer te Amsterdam, en Elisabeth Jacoba de Wildt (1824-1906); haar vader en zijn moeder waren broer en zus. Hij werd hierdoor de oom van Maurits van Vollenhoven (1882-1976), zoon van Anna's broer Maurits (1860-1885). Het huwelijk werd ingezegend door Nicolaas Beets. Anna kwam uit een rijke familie. Dankzij het geld dat zij inbracht hoefde Jozua Schwartz niet meer te werken.
Zowel Jozua als Anna leden aan een zwakke gezondheid. Schwartz zou de ervaringen die zij met dokters opdeden later verwerken in de romans The Healers en The New Religion.
Het echtpaar maakte lange reizen, vaak naar kuuroorden. Toen Anna te zwak werd om mee te gaan, werd zijn butler Willem Kirpestein Jozua's reisgezel, en later zijn dochter Ada (1888-1944).
In 1889 kreeg Jozua Schwartz toestemming 'Van der Poorten', een van de namen van zijn peetvader en oom Josua van der Poorten van Vollenhoven, aan zijn naam 'Schwartz' toe te voegen. Zo heette hij voortaan Jozua Marius Willem van der Poorten Schwartz.
In 1884 kocht het echtpaar Schwartz een landgoed in Doorn. Daar lieten zij, deels naar eigen ontwerp, een kasteeltje bouwen, dat in 1903 gereed kwam. Het werd Zonheuvel genoemd.
Van der Poorten Schwartz was zwaar geschokt toen in 1914 de Eerste Wereldoorlog uitbrak. Hij raakte in een depressie en zijn gezondheidstoestand ging snel achteruit. Op 3 augustus 1915 overleed hij. Zijn vrouw Anna, die altijd nog meer met haar gezondheid tobde dan hij, overleefde hem negen jaar. Het echtpaar ligt begraven in Langbroek.
Hun dochter Ada, die altijd ongetrouwd bleef, herdoopte Zonheuvel in 'Maarten Maartenshuis' en maakte er een conferentieoord van. Enkele vertrekken, waaronder de bibliotheek, zijn in de staat gelaten waarin ze waren toen ‘Maarten Maartens’ nog leefde. De naam Zonheuvel ging over op het landgoed eromheen. Vanaf 1974 is het Slotemaker de Bruïne Instituut, sinds 2015 stichting 'Samenwerking, Bezinning en Inspiratie' genoemd, eigenaar van het 47 hectare groot landgoed. In het bosrijke gebied werd in 2015 de Maarten Maartens wandelroute uitgezet. 
Het dorp Langbroek kent een Maarten Maartensstraat.

## Schrijversloopbaan
Maarten Maartens schreef romans, verhalen, toneelstukken en gedichten. Hij begon zijn literaire carrière in de jaren 1885-1888 met de publicatie van twee gedichtenbundels en twee tragedies in verzen, in het Engels, zijn tweede taal, en bij een Engelse uitgeverij. Hij schreef nog onder zijn eigen naam (toen J.M.W. Schwartz).
Zijn Engelse vriend Reginald Stanley Faber opperde dat hij ook proza zou kunnen schrijven. Maarten Maartens nam de suggestie ter harte. In 1889 publiceerde hij twee romans, in het Engels en bij een Engelse uitgeverij. De ene was een detectiveverhaal getiteld The Black Box Murder. Daarmee was Maarten Maartens een van de eerste Nederlandse schrijvers die een detectiveverhaal schreven, ook al was dat dan in het Engels. De roman vermeldde geen auteur; op de titelpagina stond: ‘The Black Box Murder by the Man Who Discovered the Murderer’ (‘De moord met de zwarte koffer, door de man die de moordenaar ontmaskerde’).
Het tweede boek, The Sin of Joost Avelingh, was het eerste dat hij onder het pseudoniem Maarten Maartens publiceerde. Hij koos die naam omdat deze Oernederlands klonk, gemakkelijk te onthouden en voor niet-Nederlanders ook makkelijk uit te spreken was.
The Sin of Joost Avelingh speelde in Nederland en beschreef Nederlandse situaties. Het boek was een groot succes en beleefde vele drukken. In 1890 kwam er ook een Amerikaanse editie. Het werd vertaald in het Duits, Deens, Italiaans, Frans en Nederlands.
Alle volgende boeken werden gepubliceerd onder de naam Maarten Maartens en in het Engels. Steeds kwam er tegelijk een Engelse en een Amerikaanse editie op de markt. Maarten Maartens publiceerde op deze manier veertien romans en vier verhalenbundels. De meeste boeken spelen in Nederland. Zijn bekendste roman is God's Fool (1892); zelf beschouwde hij The Price of Lis Doris (1909) als zijn beste boek. De meeste boeken werden vertaald in het Duits, een paar ook in het Nederlands. De Nederlandse edities werden nooit een succes.
Maarten Maartens maakte vooral furore in Groot-Brittannië, waar hij regelmatig kwam. Hij maakte actief deel uit van de literaire wereld en kreeg goede kritieken, onder meer van Thomas Hardy (die hij bewonderde), George Bernard Shaw en Virginia Woolf. Hij kende veel Engelse schrijvers persoonlijk en correspondeerde met hen. Tot zijn beste vrienden behoorden de schrijvers James Barrie en Edmund Gosse en de uitgever George Bentley. In 1905 ontving hij een eredoctoraat aan de universiteit van Aberdeen, samen met Thomas Hardy.
Na 1905 begonnen de verkoopcijfers van Maarten Maartens’ boeken terug te lopen. Toch bleef hij een geziene figuur in de Angelsaksische wereld. In 1907 bezocht hij samen met zijn dochter Ada de Verenigde Staten. Hij woonde de opening bij van een uitbreiding van het Carnegie Museum of Art in Pittsburgh en hield daar op 12 april een toespraak. Een paar dagen later, op 15 april, sprak hij op het Peace Congress in New York, georganiseerd door Andrew Carnegie. Maartens had Carnegie leren kennen tijdens bezoeken aan Groot-Brittannië. Maartens werd zelfs ontvangen door president Theodore Roosevelt op het Witte Huis.
In 1914 verschenen de verzamelde werken van Maarten Maartens bij Constable & Co. in Londen. Een iets minder complete editie verscheen bij Tauchnitz in Leipzig in de serie ‘Tauchnitz Collection of British and American Authors’ (in het Engels!). D. Appleton & Company, zijn Amerikaanse uitgever, weigerde een Amerikaanse editie op de markt te brengen. Maarten Maartens’ boeken liepen immers niet zo goed meer.
In hetzelfde jaar, 1914, publiceerde Maarten Maartens zijn enige Nederlandstalige werk: een bundel gedichten onder het pseudoniem Joan van den Heuvel. Het boek werd gunstig ontvangen, maar het was geen bestseller.
Na het uitbreken van de Eerste Wereldoorlog en zijn overlijden in 1915 verloren de uitgevers belangstelling voor zijn werk en raakte hij in de vergetelheid. In 1930 slaagde zijn dochter Ada van der Poorten Schwartz, die zijn literaire nalatenschap beheerde, er nog wel in een selectie uit zijn brieven gepubliceerd te krijgen.
Doordat hij al zijn werken, op één dichtbundel na, in het Engels schreef, was hij in Nederland nauwelijks bekend. Onder zijn landgenoten die wel van hem hadden gehoord, maar zijn boeken niet hadden gelezen, deed het gerucht de ronde dat zijn romans sleutelromans waren en dat hij daarin Nederland belachelijk maakte. Maarten Maartens stoorde zich aan deze geruchten, zoals het voorwoord van The Greater Glory (1894) duidelijk laat zien:
‘Holland is a small country, and it is difficult to step out in it without treading on somebody’s toes. I therefore wish to declare, once for all, and most emphatically, that my books contain no allusions, covert or overt, to any real persons, living or dead. I am aware that great masters of fiction have thought fit to work from models; that method must therefore possess its advantages: it is not mine.’
(‘Holland is een klein land en het is moeilijk er even een ommetje te maken zonder op iemands tenen te trappen. Daarom stel ik er prijs op te verklaren, voor eens en altijd, en met de grootste nadruk, dat mijn boeken geen toespelingen bevatten, bedekt of openlijk, op bestaande personen, levend of dood. Ik ben me ervan bewust dat er grote meesters van de romankunst zijn die hun karakters modelleren naar bestaande personen. Die methode moet dus wel haar voordelen hebben, maar ze is niet de mijne.’)
Toch zijn juist in Nederland na zijn dood enkele pogingen gedaan om belangstelling voor zijn werk te wekken. Na zijn dood zijn twee romans en twee verhalenbundels in Nederlandse vertaling verschenen. Geen van die boeken werd een succes. In 2015, in nagedachtenis van Maarten Maartens' overlijden honderd jaar geleden, werd op 26 september een symposium gehouden op het Maarten Maartenshuis over zijn schrijven and schrijversleven. Dat ging gepaard met een aantal activiteiten, onder andere een concertavond in de Maartenskerk in Doorn met zang en pianobegeleiding op basis van Maartens' teksten, geregisseerd door Jurriaan Röntgen. De Nederlandse vertaling van God's Fool werd herdrukt en Bouwe Postmus presenteerde zijn boek, At Home and Abroad; Stories of Love, een collectie van Maarten's in het Engels geschreven korte verhalen die de schrijver in bekende tijdschriften had gepubliceerd. Zijn kleinneef, John Schwartz, publiceerde voor die gelegenheid zijn boek, Maarten Maartens Rediscovered - The Most Popular Dutch Author Abroad, dat een samenvatting bevat van Maartens' 13 romans, met citaties van Maartens' schrijven. Een jaar later publiceerde Schwartz het tweede deel, Maarten Maartens Rediscovered - His Best Short Stories, een samenvatting van een selectie van Maartens' vier bundels gepubliceerde korte verhalen en The Black-box Murder, Maartens' eerste zelf-gepubliceerde 'detective'.

### Poëzie (Engelstalig)
- The Morning of a Love, and Other Poems, Remington & Co, London, 1885
- A Sheaf of Sonnets, Remington & Co, London, 1888

### Poëzie (Nederlandstalig)
- Gedichten (onder pseud. Joan van den Heuvel), P.N. van Kampen & Zoon, Amsterdam, 1914

### Romans
- The Black Box Murder, Remington & Co, London, 1889
- The Sin of Joost Avelingh: A Dutch Story, Remington & Co, London, 1889; D. Appleton & Company, New York, 1890
- An Old Maid's Love: A Dutch Tale Told in English, Richard Bentley & Son, London; Harper & Brothers, New York, 1891
- A Question of Taste: A Novel, William Heinemann, London, 1891
- God's Fool: A Koopstad Story, Richard Bentley & Son, London; D. Appleton & Company, New York, 1892
- The Greater Glory: A Story of High Life, Richard Bentley & Son, London; D. Appleton & Company, New York, 1894
- My Lady Nobody: A Novel, Richard Bentley & Son, London; Harper & Brothers, New York, 1895
- Her Memory, Macmillan & Co., London; D. Appleton & Company, New York, 1898
- Dorothea: A Story of the Pure in Heart, Constable & Co., London; D. Appleton & Company, New York, 1904
- The Healers, Constable & Co., London; D. Appleton & Company, New York, 1906
- The New Religion, Methuen & Co., London; D. Appleton & Company, New York, 1907
- The Price of Lis Doris, D. Appleton & Company, New York; Methuen & Co., London, 1909
- Harmen Pols, Peasant, Methuen & Co., London; John Lane Company, New York, 1910
- Eve: An Incident of Paradise Regained, Constable & Co., London, 1912

### Verhalen
- Some Women I Have Known, William Heinemann, London; D. Appleton & Company, New York, 1901
- My Poor Relations: Stories of Dutch Peasant Life, Constable & Co., London; D. Appleton & Company, New York, 1905
- The Woman's Victory, Constable & Co., London, 1906
- Brothers All: More Stories of Dutch Peasant Life, Methuen & Co., London, 1909
- Six Short Stories, Selected by Dr W. van Maanen, J.M. Meulenhoff, Amsterdam, [±1930]
- At Home and Abroad; Stories of Love, Stichting Maarten Maartens, Doorn, 2015[7]

### Toneel
- Julian: A Tragedy, Remington & Co, London, 1886
- Nivalis: A Tragedy in Five Acts, Kegan Paul, Trench, Trübner & Co., London, 1886

### Brieven
- The Letters of Maarten Maartens, Constable & Co., London, 1930

### Vertalingen
- De liefde van een oude jongejuffrouw, Robbers, Amsterdam, 1895
- De hoogste roem, Robbers, Amsterdam, 1895
- Joost Avelingh's zonde, Robbers, Amsterdam, 1895
- God's gunsteling, Robbers, Amsterdam, 1896
- Novellen en verzen, Libellen-Serie nr. 98, Bosch & Keuning, Baarn, [1935]
- De zonde van Joost Avelingh, J.N. Voorhoeve, Den Haag, [zonder jaartal, maar in elk geval na 1954]
- De dwaas Gods: een verhaal uit Koopstad, Meulenhoff, Amsterdam, 1975 (herdrukt in 2015)
- Vrouwen die ik heb gekend (zeven verhalen), Meulenhoff, Amsterdam, 1977